# Kirk Ness (halvö i Storbritannien)
Kirk Ness är en halvö i Storbritannien.   Den ligger i kommunen Shetlandsöarna och riksdelen Skottland, i den norra delen av landet, 1 000 km norr om huvudstaden London. Kirk Ness ligger på ön Whalsay.